# Cryptocoryne villosa
Cryptocoryne villosa là một loài thực vật có hoa trong họ Ráy (Araceae). Loài này được N.Jacobsen mô tả khoa học đầu tiên năm 1980.